# Hellighedsbevægelsen
Hellighedsbevægelsen indenfor Kristendommen består af personer, der tror på, og giver udtryk for, læren om, at menneskets kødelige natur kan renses gennem tro, og ved Helligåndens kraft, hvis man har fået sine synder tilgivet, gennem troen på Jesus. Fordelene heraf inkluderer åndelig kraft og en evne til at bibeholde renhed i hjertet (dvs. tanker og motiver, der ikke er korrumperede af synden). Dette dogme henvises der typisk til, i Hellighedskirker, som "fuld helliggørelse", skønt den tidligere var kendt som "Kristen perfektion."
| Religion | Spire Denne religionsartikel er en spire som bør udbygges. Du er velkommen til at hjælpe Wikipedia ved at udvide den. |